# Herne
Herne er en by i Tyskland i delstaten Nordrhein-Westfalen med omkring 	156.774 indbyggere (2016). Byen ligger i Ruhrområdet ved floden Emscher midt mellem byerne Bochum og Gelsenkirchen.
Som de fleste andre byer i området var Herne en lille landsby frem til 1800-tallet. Da kulbrydning og produktion af stål kom i gang i området, blev landsbyerne i Ruhrområdet byer.
Herne i dag består af de tidligere separate småbyer Herne, Wanne og Eickel. Gårdene med disse navne blev grundlagt i 1000- og 1100-tallet. I 1860 åbnede den første kulgrube, og de næste tyve år blev folketallet tyvedoblet og Herne blev en by. Den samme udvikling havde Wanne og Eickel, som i 1926 blev slået sammen til den nye by Wanne-Eickel. I 1975 blev Wanne-Eickel, som da var en by med over 70.000 indbyggere, slået sammen med Herne.
Hvert år i august bliver der afholdt et marked kaldt Cranger Kirmes i bydelen Crange. Det er det tredje største marked i Tyskland med omtrent 3,5 millioner besøgende. Makedet kan spores tilbage til 1400-tallet da bønder begyndte at handle med heste.
- Wikimedia Commons har flere filer relateret til Herne